# Cyrnus fennicus
Cyrnus fennicus är en nattsländeart som beskrevs av Klingstedt 1937. Cyrnus fennicus ingår i släktet Cyrnus och familjen fångstnätnattsländor. Inga underarter finns listade i Catalogue of Life.